# Урменіш (Бістріца-Несеуд)
Урменіш (рум. Urmeniș) — село у повіті Бистриця-Несеуд в Румунії. Адміністративний центр комуни Урменіш.
Село розташоване на відстані 292 км на північний захід від Бухареста, 41 км на південь від Бистриці, 58 км на схід від Клуж-Напоки.

## Населення
За даними перепису населення 2002 року у селі проживали 935 осіб.
Національний склад населення села:
| Національність | Кількість осіб | Відсоток |
| -------------- | -------------- | -------- |
| румуни         | 752            | 80,4%    |
| цигани         | 125            | 13,4%    |
| угорці         | 58             | 6,2%     |

Рідною мовою назвали:
| Мова      | Кількість осіб | Відсоток |
| --------- | -------------- | -------- |
| румунська | 762            | 81,5%    |
| циганська | 120            | 12,8%    |
| угорська  | 53             | 5,7%     |